# Jonathan Santana
Jonathan Santana Ghere (19 d'octubre del 1981) és un futbolista argentí-paraguaià.

## Carrera

### Club
Santana va començar la seva carrera al San Telmo de la 3a Divisió argentina. Ell va anar a jugar a una sèrie d'equips argentins de la Primera Argentina clubs, inclosos el San Lorenzo i el River Plate. L'agost del 2006 va signar un contracte de cinc anys amb el VfL Wolfsburg alemany. L'hivern del 2009, ell va ser cedit al San Lorenzo.
El 26 de juliol del 2010, el club turc del Kayserispor anunciava la contractació del migcampista paraguaià durant tres temporades.

### Equip nacional
En el juny del 2007, Santana va rebre la nacionalitat paraguaiana (la seva mare és un ciutadana paraguaiana nascuda a San Ignacio, Department Misiones però Argentina no reconeix la doble nacionalitat). Ell va jugar per Paraguai en la Copa Amèrica de futbol 2007. Ell també va ser cridat pel combinat final de 23 homes per la 2010 FIFA World Cup. Va saltar al camp durant el primer partit de Paraguai, un empat 1 a 1 amb Itàlia, però va patir una lesió durant el partit. Això no obstant, com l'entrenador de Paraguai, Gerardo Martino, ja havia fet les tres substitucions disponibles, Santana va haver de continuar en el camp jugant lesionat per la resta del partit.

## Títols
San Lorenzo
- Copa Mercosur (1): 2001

VfL Wolfsburg
- Bundesliga (1): 2008–09